# Aeroport Internacional Sabiha Gökçen
Aeroport Internacional Sabiha Gökçen (IATA: SAW, l'OACI: LTFJ) és un dels dos aeroports internacionals d'Istanbul, Turquia. La instal·lació porta el nom de Sabiha Gökçen, la primera dona que va ser pilot de combat a Turquia. Està situat a 35 km al sud-est del centre d'Istanbul, està a la part asiàtica de la ciutat bi-continental i serveix com a hub de Pegasus Airlines, així com de Turkish Airlines, AnadoluJet i Borajet.
Va actuar com a segon aeroport de la ciutat després de l'Aeroport Internacional Atatürk fins al 2019 i des d'aquest any com a segon aeroport de la ciutat després de l'Aeroport d'Istanbul.